# مسجد سپهسالار

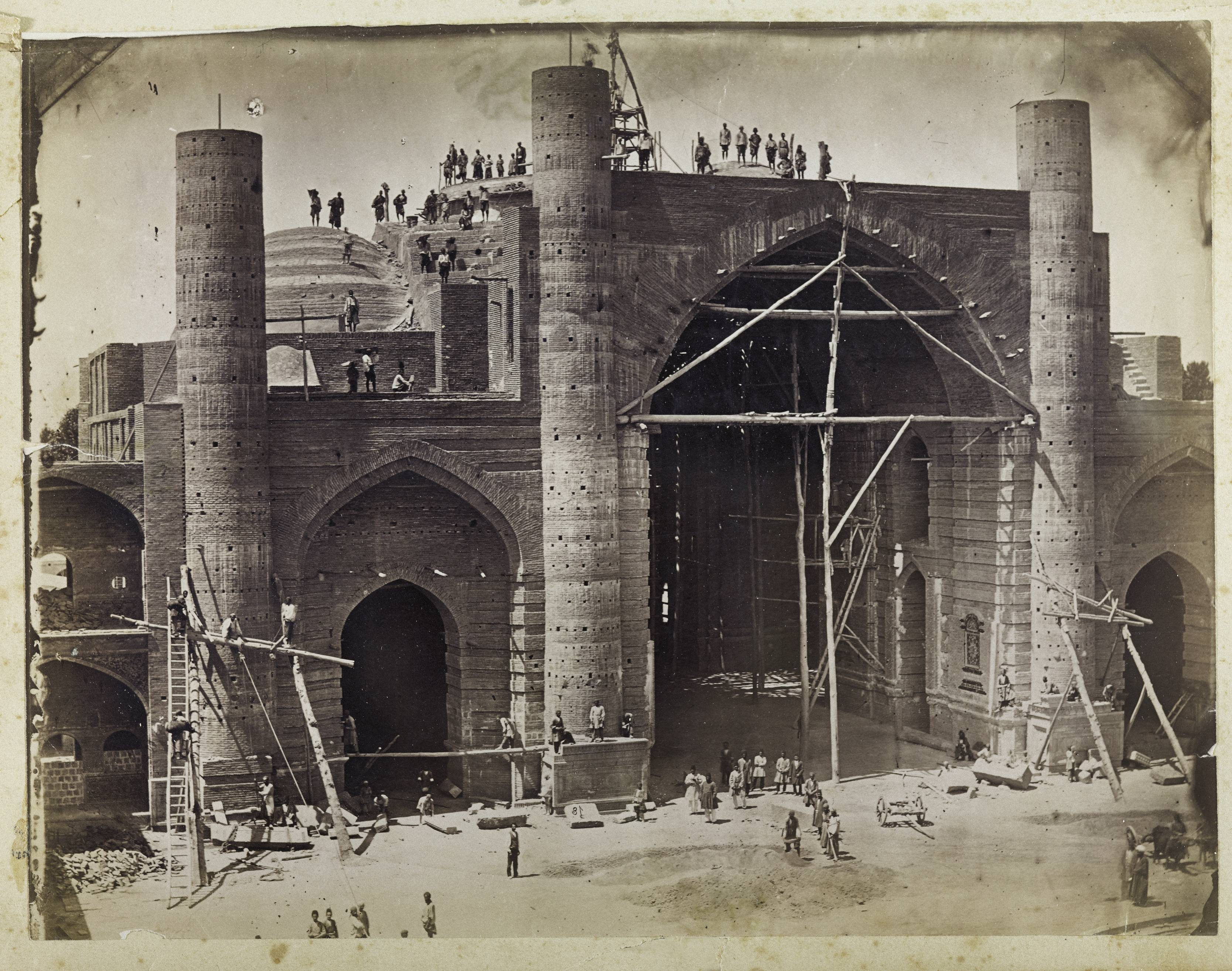
مسجد سپهسالار در حال ساخت، حدود ۱۳۰۰ قمری

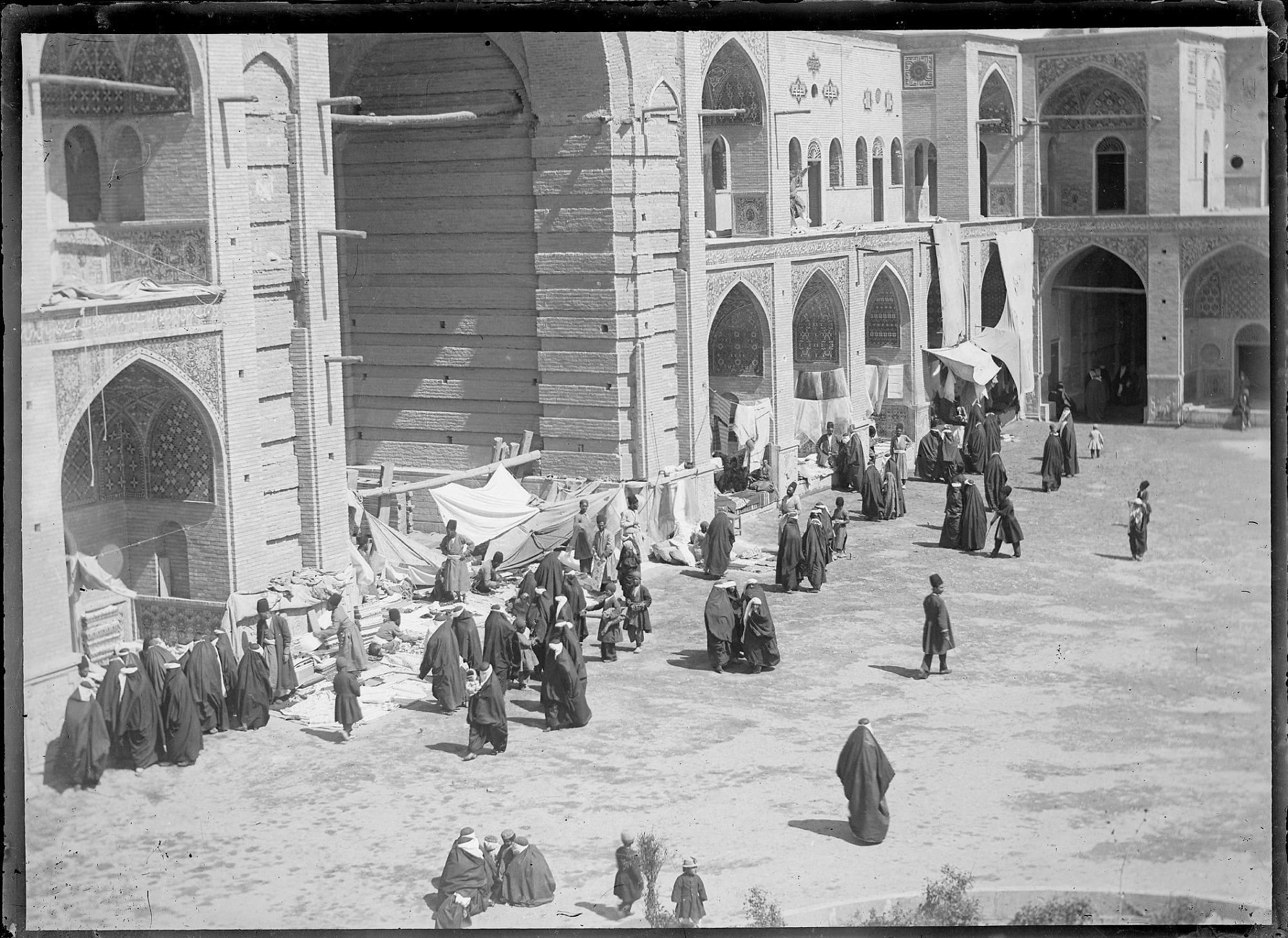
مسجد سپهسالار در دوران قاجار

مسجد سپهسالار (که پس از انقلاب ۱۳۵۷ با نام مسجد آیت‌الله مطهری نیز شناخته می‌شود) یکی از نخستین و بزرگ‌ترین مسجدهای شهر تهران است. این مسجد همراه مدرسه عالی شهید مطهری در کنار عمارت بهارستان مجلس شورای ملی در میدان بهارستان تهران جای گرفته‌است.

## پیشینه
ساختمان بنای بیشتر مدرسه در دوران ناصرالدین شاه قاجار در ۱۲۹۶ ه‍.ق (۱۲۵۷ خورشیدی) به توصیه شخص حاجی پیرزاده نائینی، توسط وزیر خارجه و جنگ وقت میرزا حسین خان سپهسالار قزوینی (که پیشتر سابقهٔ صدارت عظمی نیز داشته) شروع شد و پس از مرگ وی برادرش میرزا یحیی خان مشیرالدوله ساختمان آن را به اتمام رسانید.
مدرسه و مسجد سپهسالار پس از مدرسه چهارباغ اصفهان از بزرگ‌ترین و باشکوه‌ترین بناهای مذهبی در ایران بشمار می‌آید. سپهسالار در سال ۱۲۵۸ (خورشیدی) بنیادگذاری این ساختمان را آغاز کرد و از آنجا که در سال ۱۲۶۰ در مشهد درگذشت، برادرش یحیی‌خان مشیرالدوله در تکمیل این بنا همت گماشت. پس از درگذشت او نیز بخشی از ناتمامی‌ها و تزیینات بتدریج توسط نائب التولیه‌های وقت انجام یافت. ساخت هستهٔ اصلی بنا نزدیک به پنج سال به درازا کشید که طراحی مسجد را مهندس مهدی خان ممتحن‌الدوله شقاقی انجام داده و معمار آن استاد حسن معمار قمی بوده‌است. همچنین از «حاج ابوالحسن معمار» و «استاد جعفرخان معمار باشی کاشانی» به عنوان معماران اصلی مسجد و مدرسه یاد می‌شود.
در دوره‌های بعدی نیز بخش‌های دیگری از مسجد همچنان تکمیل شد. در سال ۱۳۲۰، در محل گلخانه تالاری ساخته شد که امروز مجموعه دارالقرآن است. در سال ۱۳۴۲، استاد حسین لرزاده دگرگونی‌هایی در شبستان زمستانی ایجاد کرد و در سال ۱۳۷۵، نیز مهندس سعیدی گنبد اصلی را اساسی بازسازی کرد. نمازخانه مسجد که به چهل ستون شناخته می‌شود (در واقع ۴۴ ستون دارد)، در شرق صحن جای گرفته‌است؛ صحن دارای چهار باغچه، چهار خیابان و حوض بزرگی در میانه است که از آب روان قنات مهران سیراب می‌شده‌است.
شایان ذکر است عبدالحسین هژیر نخست‌وزیر وقت ایران در دوران پهلوی در این مسجد ترور شد.

## موقعیت
این مسجد در ضلع جنوب شرقی میدان بهارستان و در خیابان بهارستان (خیابان مصطفی خمینی یا (سیروس)) و در کنار ساختمان قدیمی مجلس شورای ملی ایران قرار دارد.

## معماری

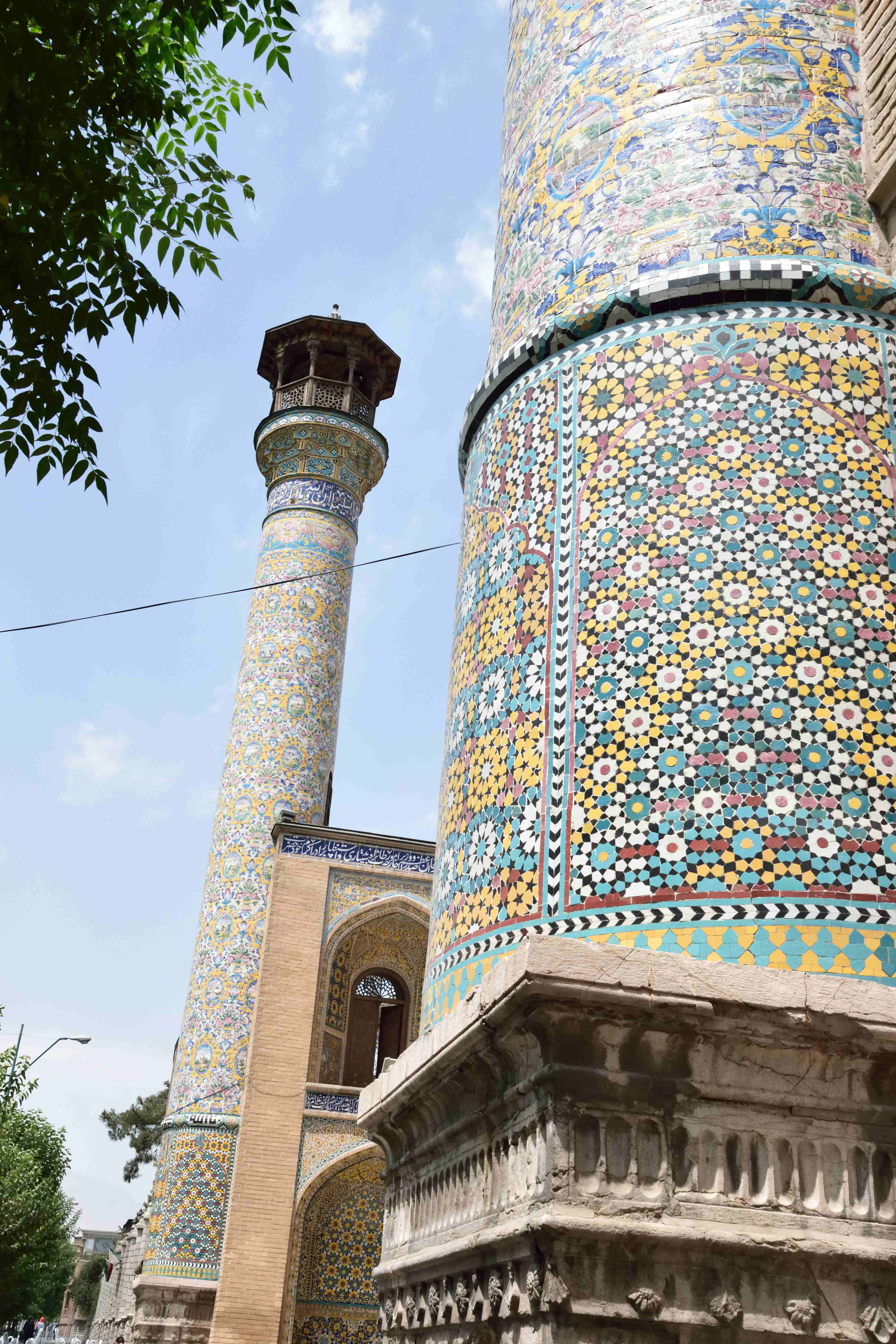
مناره مسجد سپهسالار

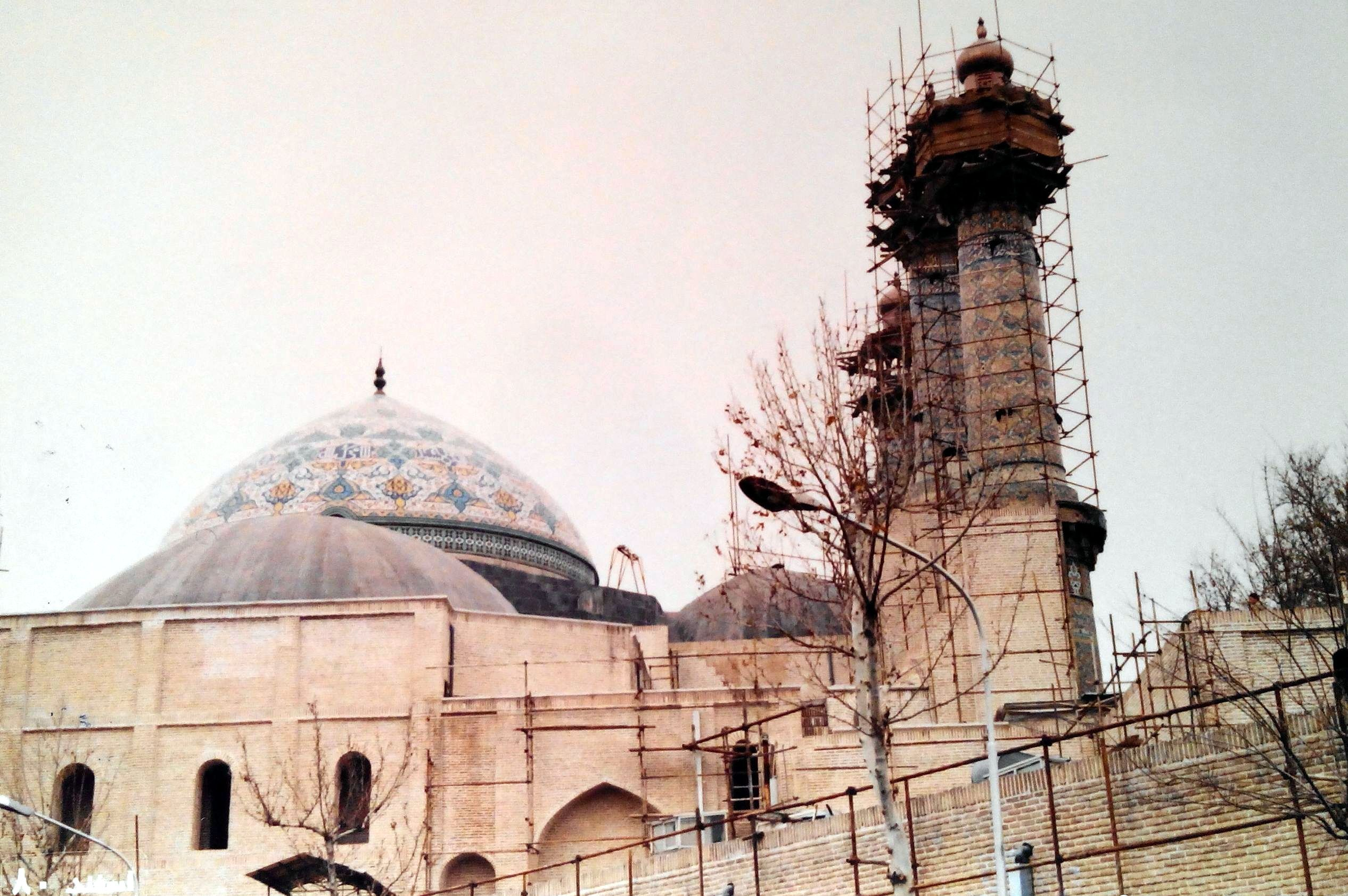
مسجد سپهسالار اسفند ماه ۱۳۸۰ خورشیدی

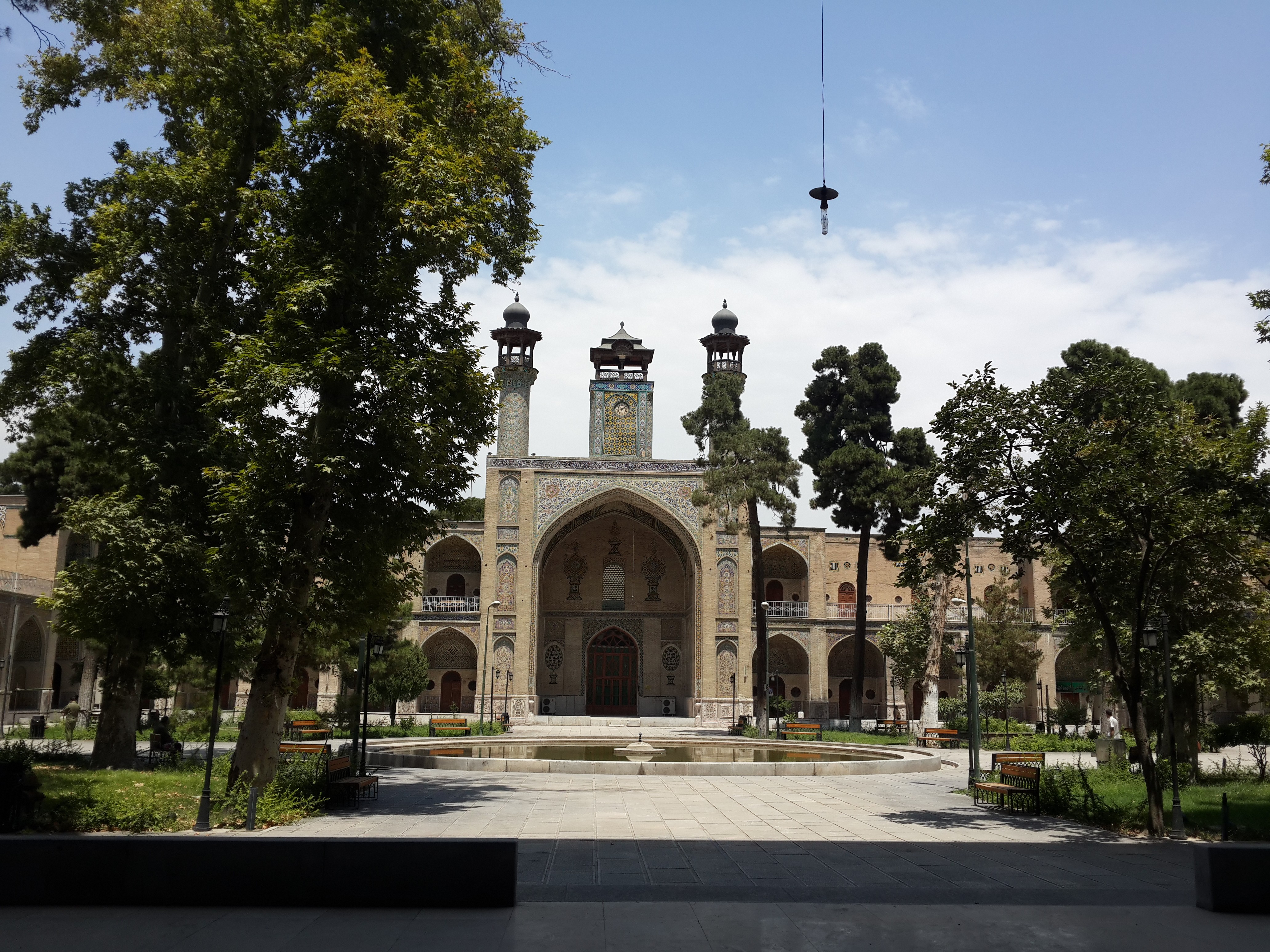
صحن یا حیاط مرکزی مسجد سپهسالار

مسجد و مدرسه سپهسالار نخستین و بزرگ‌ترین مسجد و مدرسه عالی در تهران است که طراحی آن آمیزه‌ای از معماری ایرانی و معماری مسجدهای استانبول است. به‌طور کلی طرح این بنا الهام گرفته از مسجد جامع اصفهان و مدرسه چهارباغ اصفهان و مسجد ایاصوفیه استانبول است. مسجد سپهسالار گنبد ویژه‌ای دارد؛ تعداد هشت گلدسته بیش از تعداد رایج مناره در معماری مسجدهای ایران است و گنبد دو گوش خوابیده‌اش الگو گرفته از شیوه معماری مساجد ترکیه دارد.
تاریخ گواهی می‌دهد که طراح و ناظر بنا میرزا مهدی خان‌شقاقی، ممتحن‌الدوله (۱۲۶۳ _ ۱۳۲۷ ه‍.ق) و سازنده آن ابوالحسن‌خان معمارباشی است. ممتحن‌الدوله شقاقی در خاطرات خود می‌نویسد: «طراحی و ساختن آن بنا به من رجوع گشت. من استاد حسن معمار قمی را جهت همکاری از قم به طهران آوردم، و مرحوم میرزاحسن خان منشی اسرار هم همراهی می‌نمود و شهریه و انعام دادند و ساختن این بناها از مسجد ناصری (سپهسالار) و عمارت بهارستان به من و او واگذار شد. من به عنوان مهندس طراح فقط در ساختن آن بنا نظارت می‌کردم. مرحوم آقا وجیه سپهسالار ثانی که طرف توجه میرزاحسن خان بود متأسفانه این خدمت معماری را از آن استاد قمی ذوفن را از خدمت خارج نمود، و من ماندم با یک مشت معماران مورد اعتماد که _ الحمدالله _ ساختمان‌ها را به اتمام رساندیم.»
در پایداری سازه این بنا باید گفت که محوطه بنا در آغاز به ژرفای ۱۷ متر گودبرداری شده و شفته‌ریزی محکمی انجام پذیرفته‌است. معماری این بنا دارای الگوی چهارایوانی است. بنای مسجد و مدرسه عالی روی‌همرفته دارای ۸ مناره بلند است بلندترین آن ۳۷ متر و کوتاه‌ترین آن ۲۵ متر بلندا دارد. همه مناره‌ها از آجر ساخته شده و پوششی با کاشی‌کاری بسیار زیبا دارند.
بر پایه نقشه بنا، مجموعه شش ورودی دارد که پس از ساخت کتابخانه در سال ۱۳۴۲ خورشیدی پیوند این قسمت از بنا با عمارت بهارستان قطع شده‌است. ورودی جنوبی هنگام ساخت بنا، در کوچه‌ای شش متری قرار داشته‌است. ورودی غربی مسجد و مدرسه عالی که در اصلی بنا محسوب می‌شود دارای جلوخان و سردر بزرگ و درب دو لَتی آهنی باشکوه و بزرگی است که در حاشیه خیابان بهارستان جای گرفته‌است. مجموعه بنای مدرسه عالی در بخش شرقی نیز دری دارد کوچکتر از در غربی که به در زنانه معروف بود است.
صحن یا حیاط مرکزی بنا، به شکل چهارگوش و با چهار ایوان است. ابعاد صحن این ساختمان تقریباً ۶۱ در ۶۲ متر است. ایوان‌ها حدوداً ۱۸ متر هستند، و ساختمانش دو طبقه و در هر طبقه حجراتی جهت سکونت طلاب ساخته شده که مجموعاً قریب شصت حجره می‌باشد. در چهار طرف اضلاع ساختمان چهار ایوان قرار دارد که ایوان بزرگ اصلی در طرف جنوب واقع شده و منتهی به مقصوره و گنبدی عظیم می‌شود.
در بخش بالایی ایوان شمالی دو گلدسته برپا شده که در میانه آن ساعت بزرگ و یگانه‌ای است که در سال ۱۸۸۰ میلادی با سه ناقوس در فرانسه ساخته شده، نصب گردیده‌است. این ساعت که درون اتاقکی به بلندای ۵ متر، درازای ۵٫۲ متر و پهنای ۵٫۱ متر جایگیری شده دارای دو رویه است که یکی به سوی حیاط مرکزی مدرسهٔ عالی و دیگری به سوی عمارت بهارستان قرار گرفته‌است. بدنه اتاقک ساعت نیز کاشی‌کاری شده‌است.
شبستان تابستانی (گنبدخانه) بزرگ‌ترین فضای مسجد است. پهنای دهانه گنبد آن ۱۵ متر و بلندای آن ۳۴ متر است و در مجموع مساحتی نزدیک به ۱۶۰۰ متر مربع دارد. این محل از نظر فضاسازی یکی از کارهای نمونه در زمان خود است، چرا که گنبد بر چهارپایه استوار است؛ در نتیجه دید بسیار زیادی به شبستان تابستانی می‌دهد. چهار مناره بلندتر بنا در این ایوان و کنار گنبد شبستان تابستانی جای گرفته‌است. چهار گنبد کاربندی با قاعده مستطیلی، بال‌های چلیپا را پوشش داده‌اند. در نمای بیرونی نیز این چهار گنبد سلسله مراتبی در حرکت به سمت گنبد اصلی با بلندای ۲۵ متر به وجود می‌آورد. شبستان زمستانی نیز پشت ایوان شرقی واقع شده‌است که دارای ۴۴ ستون سنگی یکپارچه است و بین هر چهار ستون یک سقف گنبدی شکل است که از درون دارای گچبری است. در این شبستان محراب مسجد عریض با نمای سنگ مرمرین ساخته شده و بالای آن مقرنس و گچ‌بری شده‌است. مقرنس‌ها و گچبری‌های این شبستان که به صورت اسلیمی و کتیبه‌های خطاطی شده‌است که در سال ۱۳۵۰ خورشیدی توسط استاد حسین لرزاده و استاد محمد حسین شکل آبادی ساخته شده بسیار زیبا و چشم‌نواز است. پیش از آن، طاق این شبستان نمایی آجری داشته‌است.
مصالح اصلی در ساخت این مسجد آجر است که کمتر برای تزئین به کار رفته‌است. تزئیناتی چون یزدی‌بندی و مقرنس، کاسه‌بندی و کاشی‌کاری به گونه‌ای گسترده در این ساختمان بکار رفته‌است. سنگ و تزئینات سنگی در این مجموعه جابه‌جا به کار رفته و از این نظر با دیگر بناهای دوران قاجار ناهمسان و به معماری دوره زندیه همسانی دارد.

## کتابخانه
عامل دیگری که به این مجموعه اهمیتی دو چندان می‌بخشد، کتابخانه مسجد است که در سال ۱۲۵۹ سپهسالار با خرید کتابخانه ۴۰۰۰ نسخه‌ای اعتضادالسلطنه آن را پایه‌گذاری کرد. هم اینک، گنجینه‌ای با بیش از ۴۲۰۰ کتاب خطی به خط مؤلفان و نزدیک به ۱۰۰۰۰ کتاب چاپ سنگی در این کتابخانه موجود است.

## فرهنگستان اول
محل استقرار فرهنگستان ایران (فرهنگستان اول) نیز در این مسجد بود که امروز در جایگاه آن کتابخانه مسجد سپهسالار جای گرفته‌است. از این رو خاطرات فرهنگستان اول را در این کتابخانه بازسازی شده، می‌توان یافت.

## نگارخانه

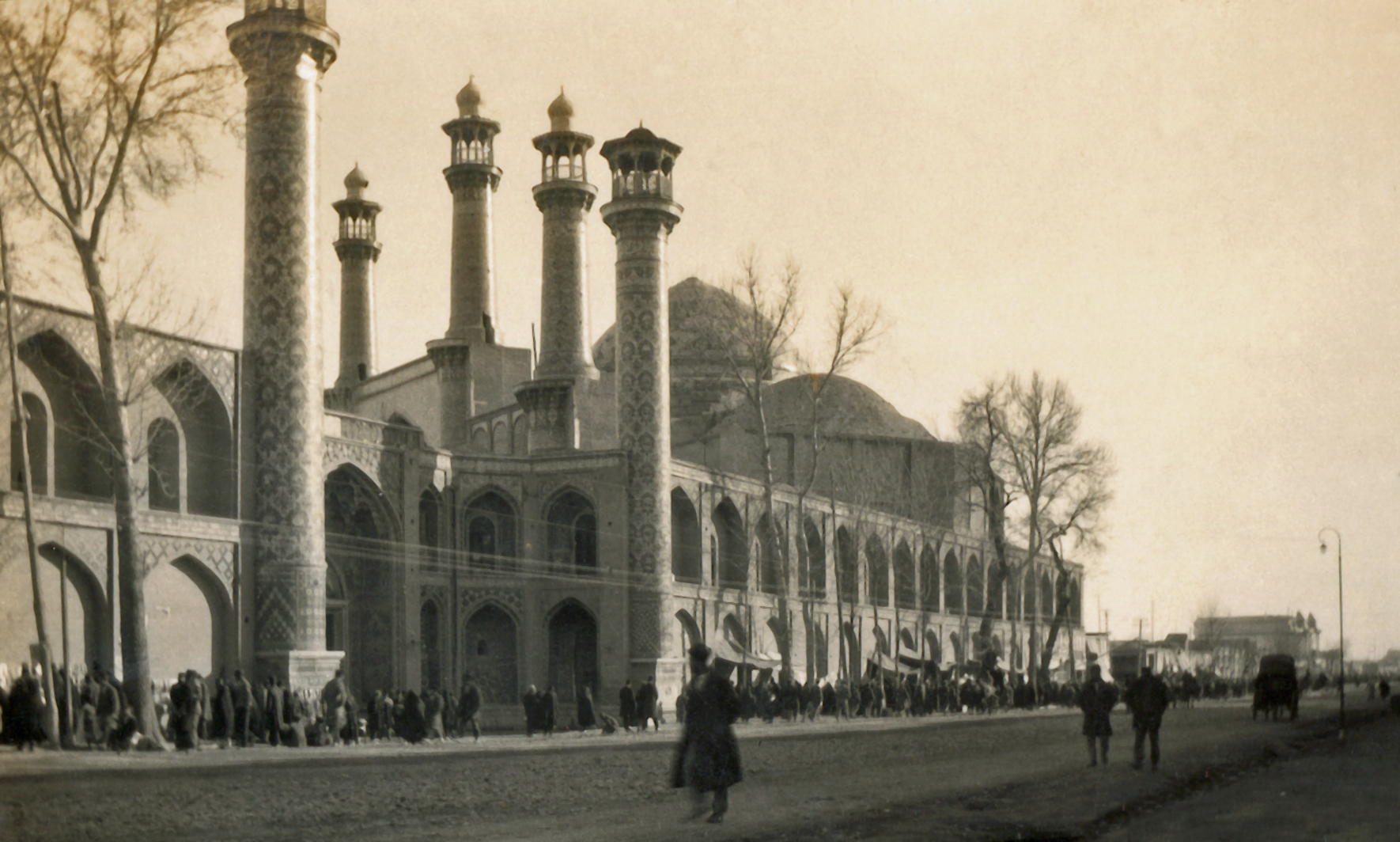
نمایی از مسجد سپهسالار و خیابان سیروس (خیابان مصطفی خمینی کنونی)
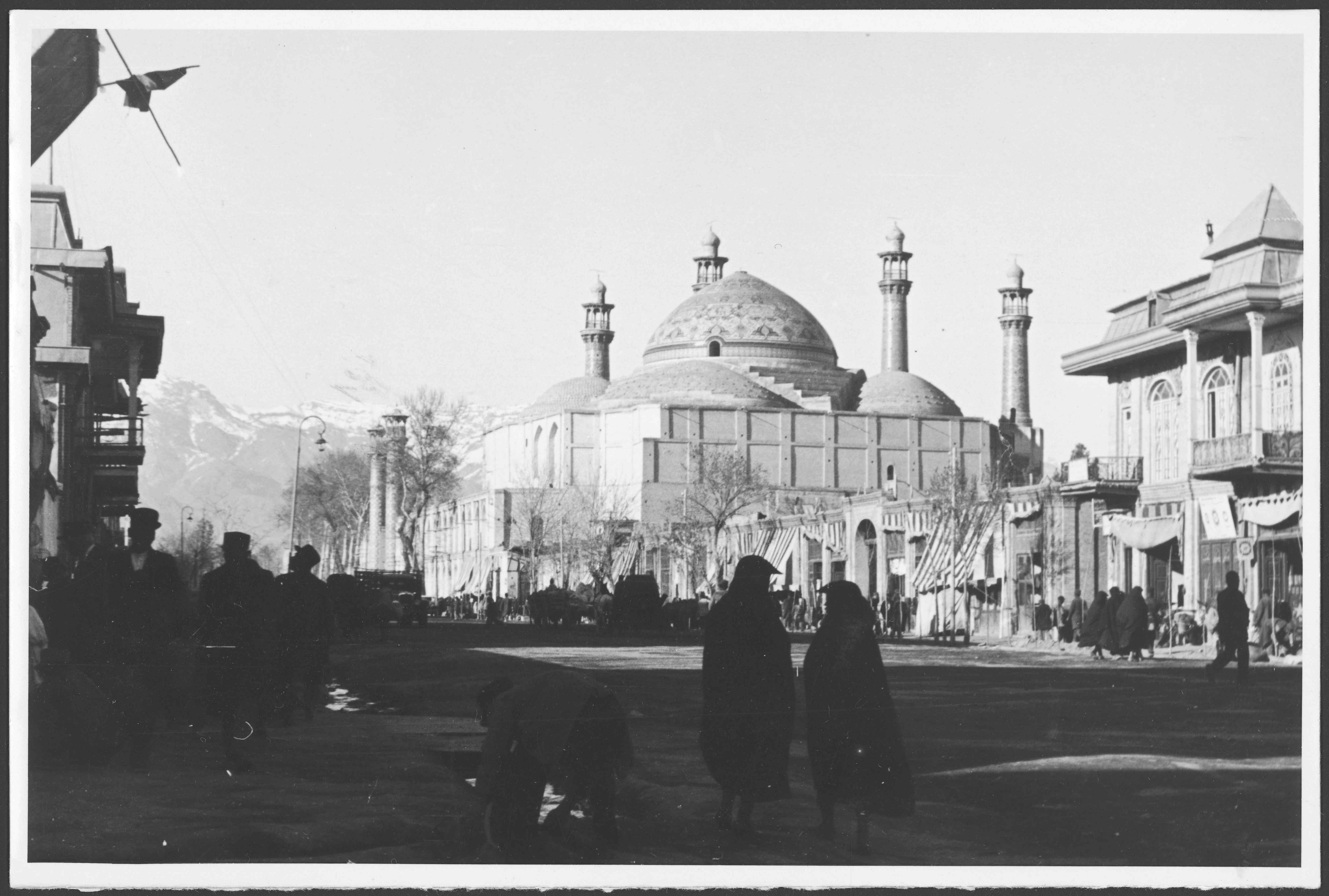
حدود ۱۳۱۲
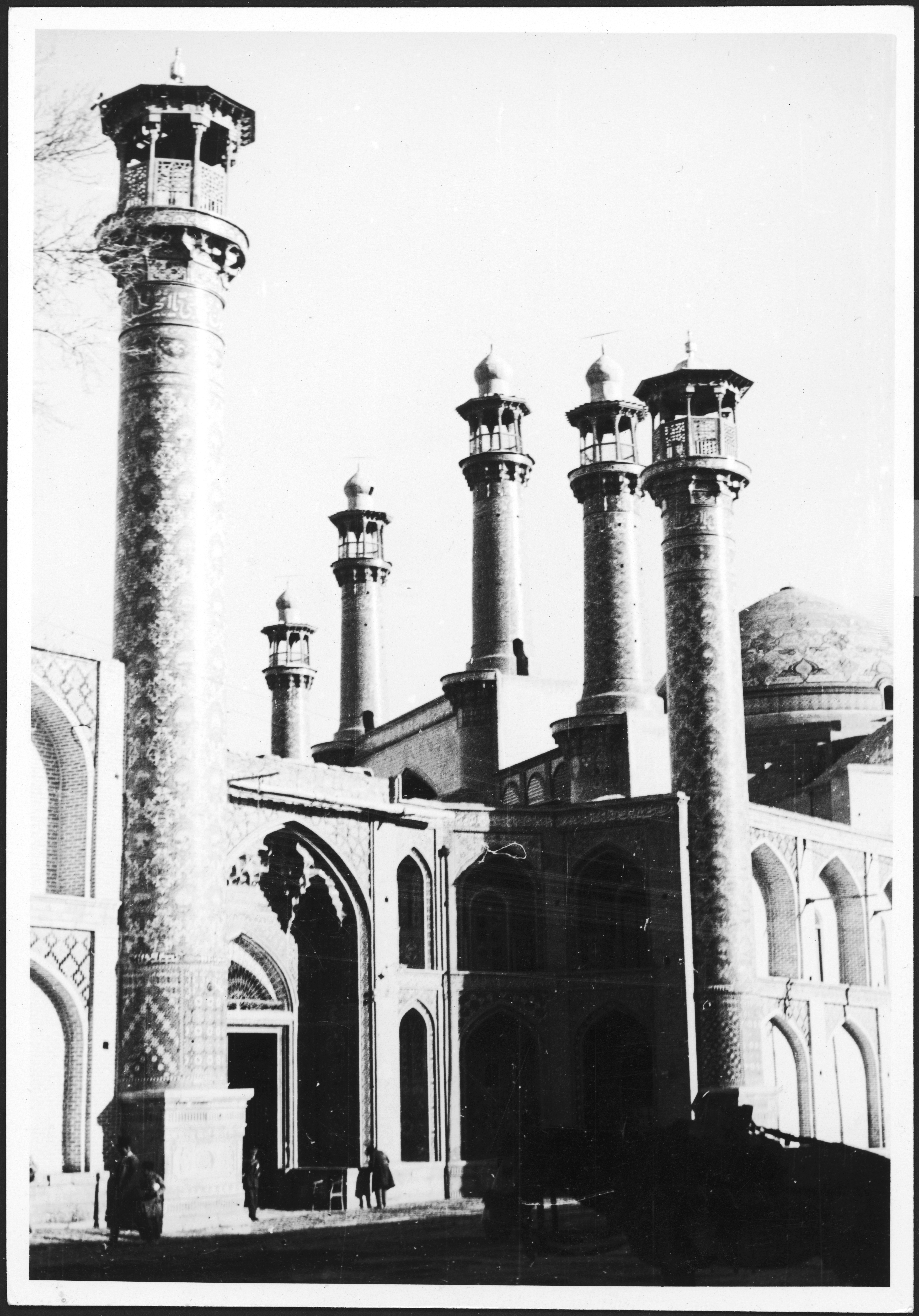
حدود ۱۳۱۲
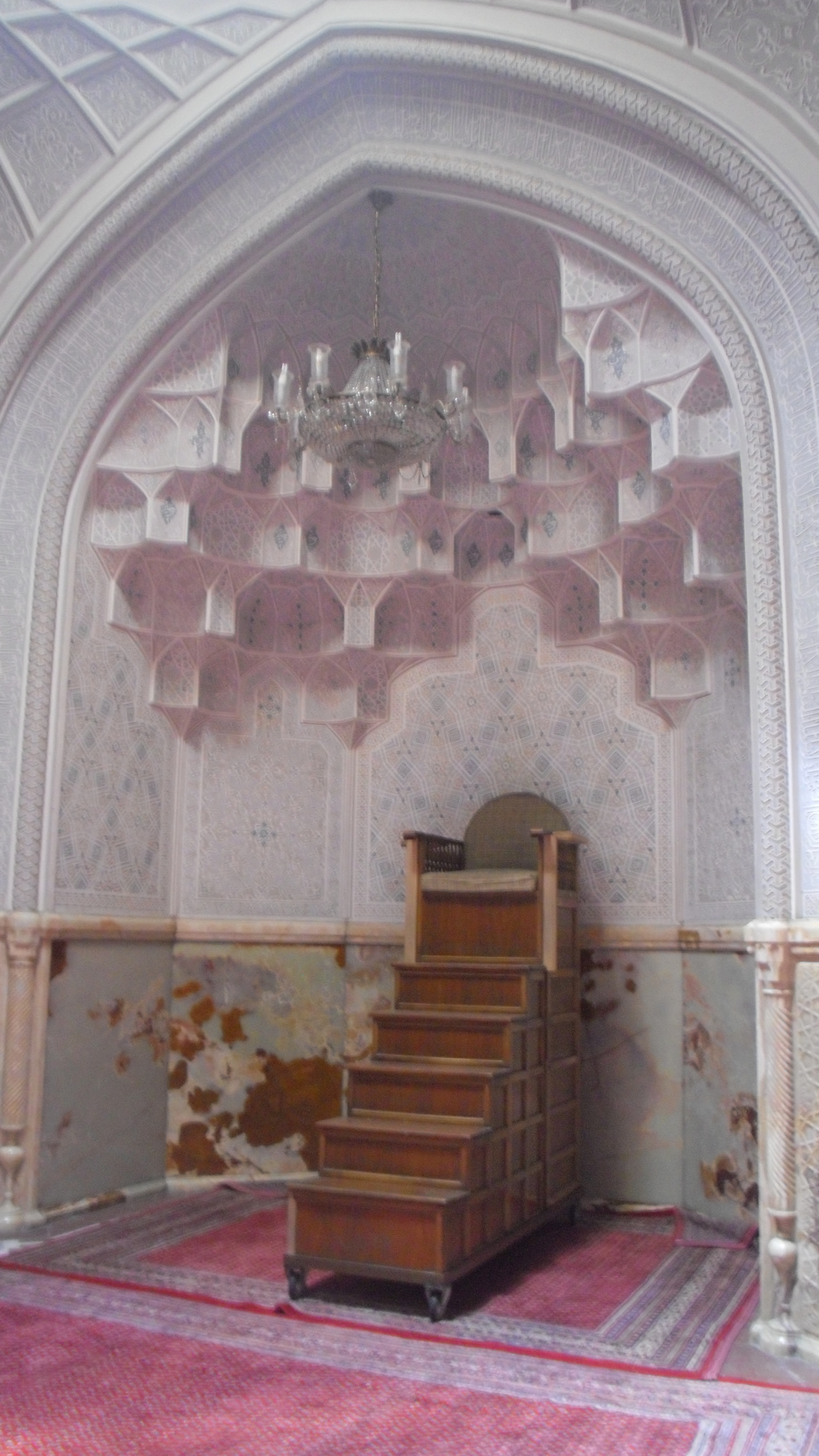
محراب و منبر مدرسه سپهسالار تهران
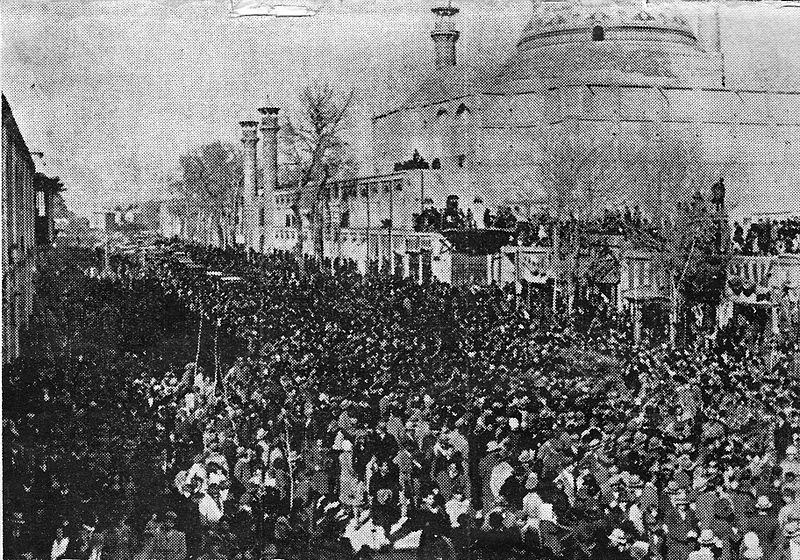
همراهی پیکر علی اکبر داور از جلوی مسجد سپهسالار
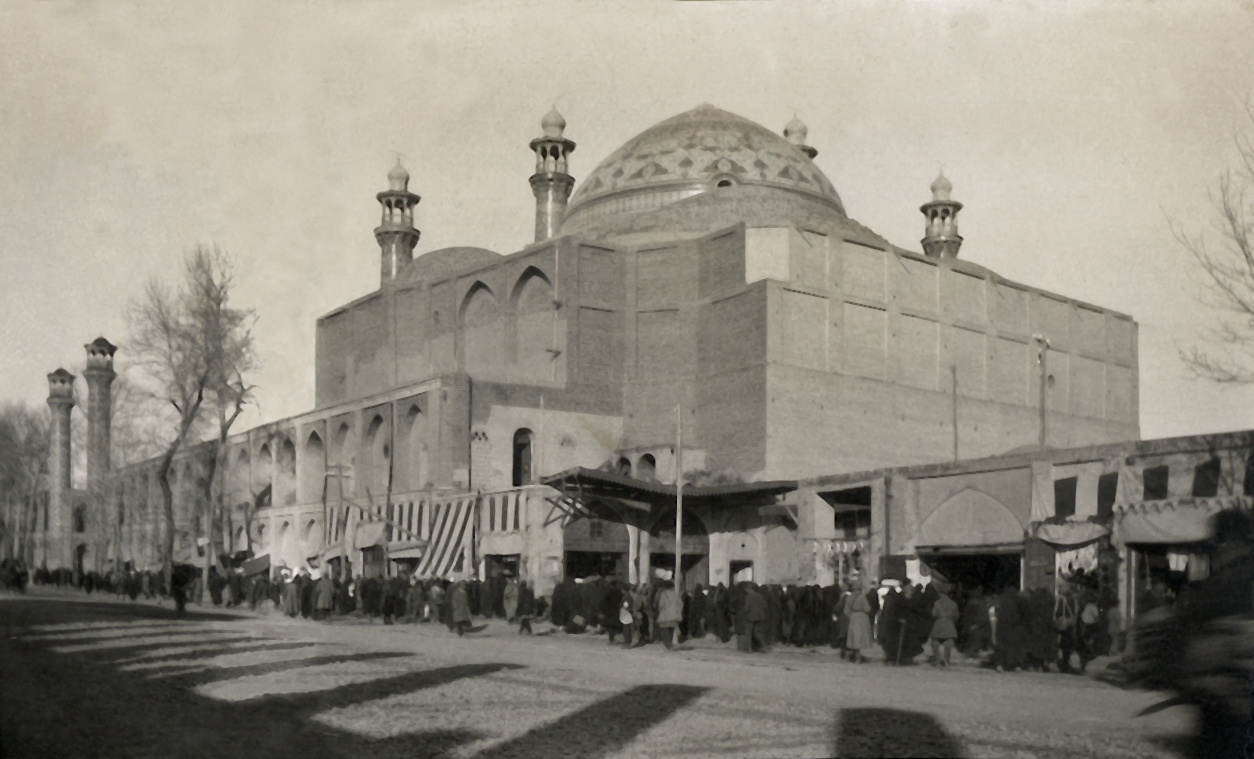
مسجد سپهسالار در دهه ۱۳۱۰ خورشیدی
مسجد شهید مطهری سال ۱۳۸۰ خورشیدی
مسجد شهید مطهری میدان بهارستان
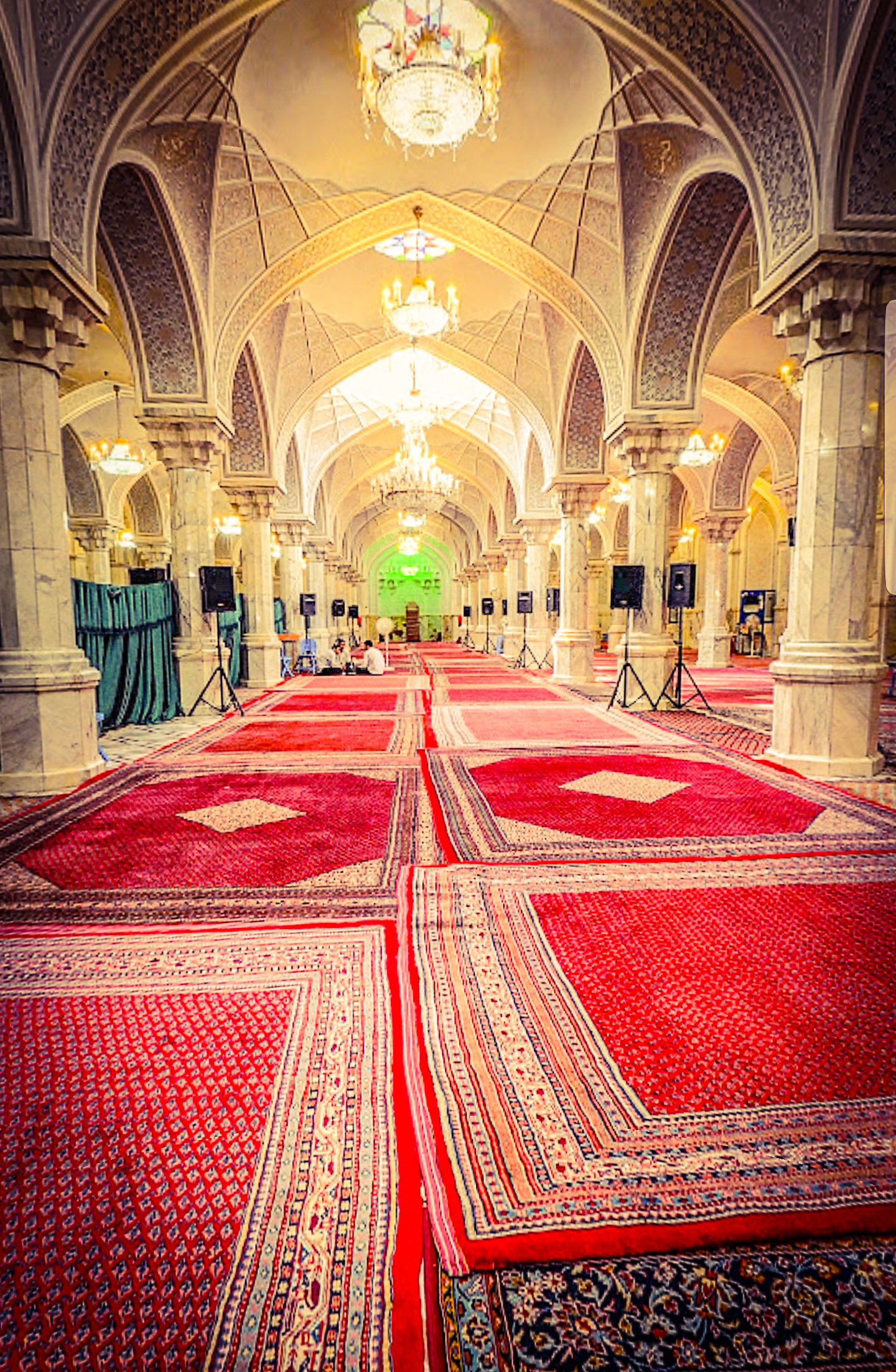
شبستان مسجد سپهسالار
مناره و گنبد مسجد سپهسالار
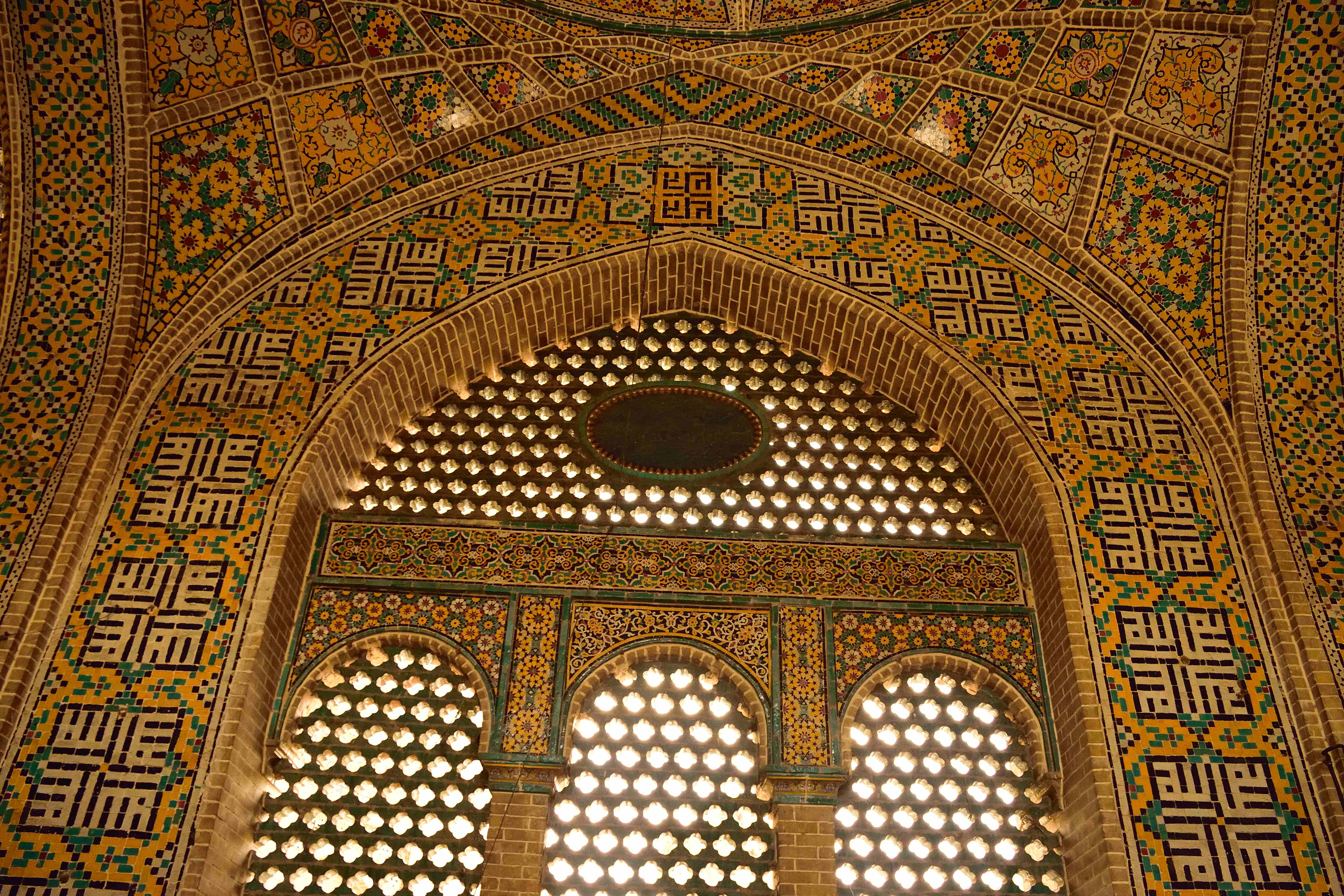
نمایی از دیوارها
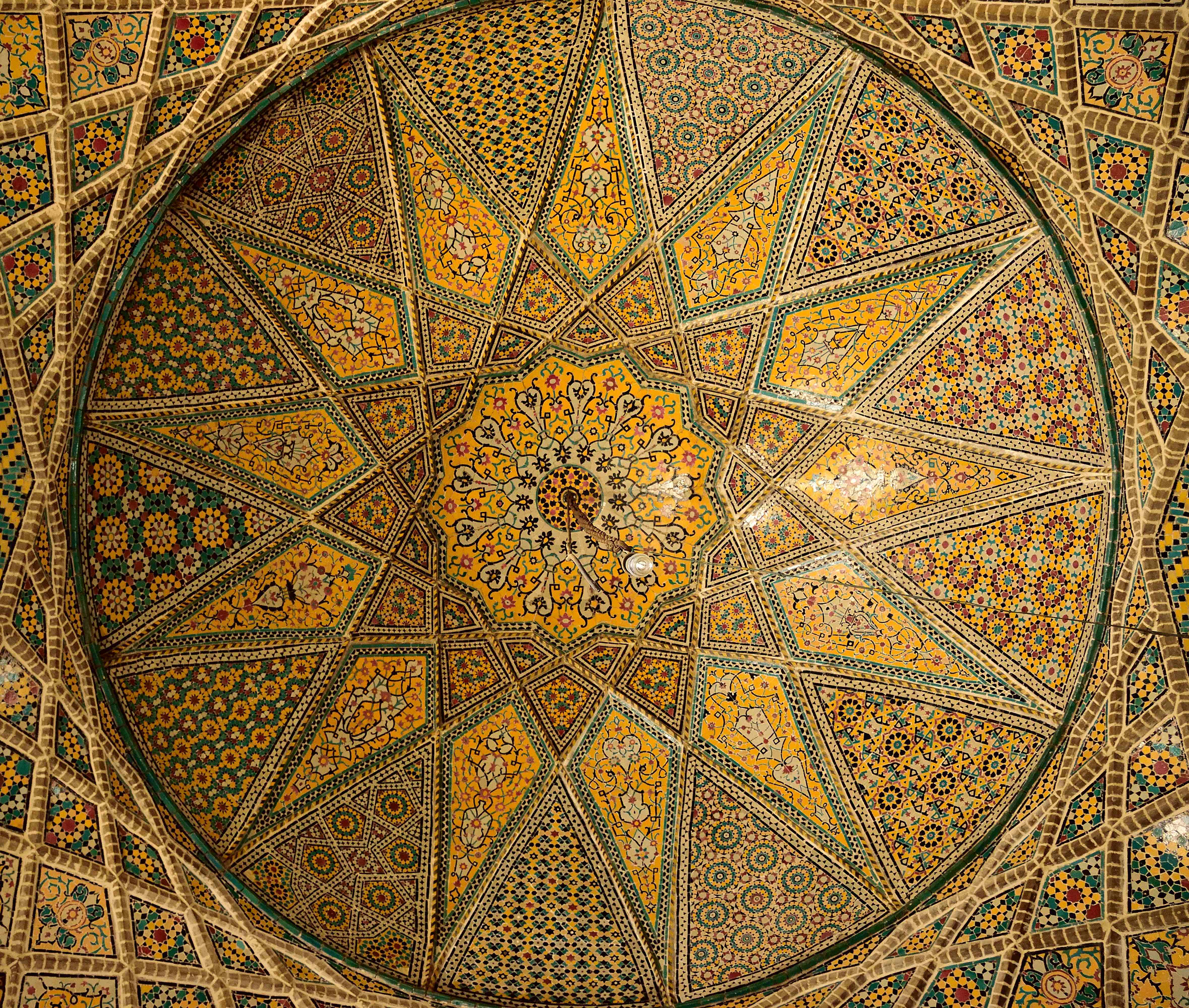
نمای درونی گنبد